# ディエゴ・ロラン
ディエゴ・アレハンドロ・ロラン・シルバ（Diego Alejandro Rolán Silva, 1993年3月24日 - ）は、ウルグアイ・モンテビデオ出身の元同国代表サッカー選手。CAペニャロール所属。ポジションはFW（センターフォワード）。

## クラブ歴
1999年にデフェンソール・スポルティングのユースチームへ加入し、2011年にトップチームへ昇格。8月28日のCSセリート戦でプロデビューした。2011年11月13日、セロ・ラルゴFC戦でプロ初得点を記録した。
2013年1月30日、ヨアン・グフランの後釜としてフランスのFCジロンダン・ボルドーに移籍した。9月13日、パリ・サンジェルマンFC戦でリーグ・アンデビューを果たした。2014-15シーズンより就任したウィリー・サニョル監督の下でレギュラーポジションを掴み、リーグ戦36試合出場15得点を記録。4年半の在籍で100試合以上に出場した。2017-18シーズンはラ・リーガのマラガCFへ1年間のドライローンとなったが、クラブはリーグ最下位となりセグンダ・ディビシオンへ降格した。
2018年7月17日、同じくセグンダ降格組であるデポルティーボ・ラ・コルーニャに移籍。同月26日には、CDレガネスへ期限付き移籍となる。2019年2月1日、デポルティーボ・アラベスにレンタル移籍した。2019年9月2日、リーガMXのFCフアレスへ買い取りオプション付きのシーズンローンとなる。リーグ戦18試合出場7得点を記録しクラブはローンの延長を希望したが、デポルティーボとの合意に至らなかった。
2020年11月29日のラシン・フェロル戦でスタメンに起用されデポルティーボの選手として公式戦デビューすると、前半5分にPKを決め1-0での勝利に貢献する。2021年2月1日、シーズン終了までエジプトのピラミッズFCへローンとなることが発表された。
2021年8月17日、FCフアレスに完全移籍で復帰した。
2022年8月のクラブ・アメリカ戦を最後にフアレスでは試合に出場していなかったが、2023年2月2日にCAペニャロールにフリーで加入した。

## 代表歴
U-20ウルグアイ代表として2009 FIFA U-20ワールドカップ、2013南米ユース選手権、2013 FIFA U-20ワールドカップに出場した。
2014年9月5日に札幌ドームで行なわれた日本との親善試合でA代表デビュー。同年11月14日のチリとの親善試合で代表初得点を挙げた。

## タイトル
ボルドー
- クープ・ドゥ・フランス : 2013